# Новая Деревня (Старооскольский городской округ)
Новая Деревня — хутор в Старооскольском городском округе Белгородской области России. Входит в Долгополянскую сельскую территорию.

## Название
Изначально был известен под названием Гремячий. Существует версия, что свое название хутор получил по названию лога Гремячий – весной во время снеготаяния ручьи сбегали по оврагу, который был меловым; меловые камешки перекатывались, создавая шум, гремели. 

## География
Хутор состоит из одной улицы, которая носит название Лесная.
Есть парк Новая Деревня.

## История
Был основан после 1917 года. 
В 1929 году хутор Гремячий был переименован в хутор Новая Деревня.

## Население
| 2002 | 2010 |
| ---- | ---- |
| 28   | ↗35  |

## Инфраструктура
Личное подсобное хозяйство с зоной сельскохозяйственного использования, индивидуальная застройка усадебного типа.

## Транспорт
Деревня доступна автотранспортом. 